# 僕僕先生
僕僕先生（ぼくぼくせんせい）は仁木英之著のファンタジー小説。第18回日本ファンタジーノベル大賞大賞受賞作。2006年11月21日、新潮社より刊行された。作品はシリーズ化され、2009年4月1日より新潮文庫から文庫化された。太平広記に所収されている短い説話を元に現代風にアレンジした作品。表紙イラストは三木謙次。

## 概要
本格的な幻想文学やマジックリアリズム的な作品が多い日本ファンタジーノベル大賞受賞作の中では珍しいライトノベル風のファンタジー小説で、印象的なキャラクター設定が特徴である。特にニート青年と美少女仙人という組み合わせが一部の選考委員には新鮮さとして評価された。

## ストーリー
唐の時代の中国、裕福な県令の家に生まれた青年王弁は、勉学に励む気も働く気力もなく日がなぶらぶらと過ごしていた。そんな息子の生活を見かねた父、王滔は自らの道術探求の趣味も兼ねて黄土山に住む仙人、僕僕のもとへ息子を送り出す。父から預かった貢ぎ物を背負い、参じた王弁の前にあらわれたのはどう見ても十代の少女にしか見えない自称仙人「僕僕」であった。最初は全く信じていなかった王弁だが、次々に不思議な仙術を見せつけられた王弁は、この少女に弟子入りすることとなる。

## 登場人物
王弁（おうべん）
本作の主人公。22歳を過ぎても仕官もせず勉学にも武道にも励まず、父親の財産をあてにして無為徒食な日々を過ごす青年。現代で言うところの「ニート」。父親の意向により僕僕に弟子入りする。仙骨（仙人になる才能）は無いが、仙縁（仙人に近づける）は有る。
僕僕（ぼくぼく）
黄土山に住む仙人。どう見ても十代の少女にしか見えないが長い年月を生き、仙人としての能力を持つ。老獪で飄々としており王弁をからかう一方で、時折少女らしく王弁に甘える。一人称は「ボク」である。
王滔（おうとう）
王弁の父。元県令で十分な資産を築き隠居生活を送る。気ぜわしいが息子思いのいい人物である。
司馬承禎（しばしょうてい）
またの名を白雲子。歴代の皇帝に仕える仙人。30代の働き盛りの壮年男性。騒がしい人物で宮仕えの俗なところもあり、王弁の仙人像を壊した一人である。
吉良（きら）
犬封国の人頭馬体の英雄、「戒宣王」の血を引く名馬であるが、普段の姿は痩せた老馬である。王弁のために僕僕が犬封国の商人から購入した。

## 既刊情報
| 作品名             | 単行本情報 | 単行本情報         | 文庫本情報 | 文庫本情報         |
| 作品名             | 初版       | ISBN               | 初版       | ISBN               |
| ------------------ | ---------- | ------------------ | ---------- | ------------------ |
| 『僕僕先生』       | 2006/11/21 | ISBN 9784103030515 | 2009/04/01 | ISBN 9784101374314 |
| 『薄妃の恋』       | 2008/09/01 | ISBN 9784103030522 | 2010/09/01 | ISBN 9784101374321 |
| 『胡蝶の失くし物』 | 2009/03/19 | ISBN 9784103030539 | 2011/06/01 | ISBN 9784101374338 |
| 『さびしい女神』   | 2010/04/22 | ISBN 9784103030546 | 2013/01/01 | ISBN 9784101374345 |
| 『先生の隠しごと』 | 2011/04/22 | ISBN 9784103030553 | 2014/01/01 | ISBN 9784101374352 |
| 『鋼の魂』         | 2012/04/20 | ISBN 9784103030560 | 2015/01/01 | ISBN 9784101374369 |
| 『童子の輪舞曲』   | 2013/04/22 | ISBN 9784103030577 | -          | -                  |
| 『仙丹の契り』     | 2014/08/22 | ISBN 9784103030584 | 2017/03/29 | ISBN 9784101374383 |
| 『零』             | -          | -                  | 2014/12/19 | ISBN 9784101800219 |
| 『神仙の告白』     | 2016/11/22 | ISBN 9784103030607 | 2020/12/23 | ISBN 9784101374406 |
| 『師弟の祈り』     | 2018/06/22 | ISBN 9784103030614 | 2020/12/23 | ISBN 9784101374413 |

## 漫画
『僕僕先生』のタイトルで、『Nemuki+』（朝日新聞出版）2014年7月号から2018年3月号まで連載された。作画は大西実生子。
1. 2015年3月30日初版（2015年3月20日発売）、ISBN 978-4-02-214175-0
2. 2017年3月25日発売、ISBN 978-4-02-214193-4
3. 2017年3月7日発売、ISBN 978-4-02-214226-9
4. 2018年4月6日発売、ISBN 978-4-02-214251-1

## 関連事項
- 日本ファンタジーノベル大賞 - 第18回（2006年）受賞
- 麻姑